# Pierre Seghers
Pour les articles homonymes, voir Seghers.
Pierre Seghers, né le 5 janvier 1906 dans le 16e arrondissement de Paris et mort le 4 novembre 1987 à Créteil, est un poète, éditeur et résistant français. Il est l'un des plus célèbres éditeurs français de poésie du XXe siècle, créateur en 1944 de la collection Poètes d'aujourd'hui. Résistant de la première heure, il fut proche de Louis Aragon, Paul Éluard, Robert Desnos et René Char.

## Origines familiales
Les Seghers sont originaires de la région d’Anvers. Pierre Seghers descend d’une branche de cette famille installée dans le Nord de la France au milieu du XIXe siècle. Parmi les Seghers, on compte trois célèbres peintres flamands du XVIIe siècle : les frères Daniel (1590-1661) et Gérard (1591-1651) Seghers, et Hercule Seghers (vers 1589 - vers 1638).
Louis Seghers, grand-père de Pierre Seghers, s’engage jeune à la Légion étrangère et combat en Algérie dans les années 1860. Il s’établit ensuite comme sculpteur sur bois. Il forme à cet artisanat son fils Charles, né en 1866. En 1900, à 35 ans, Charles Seghers suit un oncle passionné de photographie et se lance dans la recherche de procédés photographiques. Il s’installe près de Grenoble, puis à Paris. Des découvertes empiriques d’émulsions chimiques lui assurent un certain succès et l’amènent à voyager en Europe où ses procédés sont exploités. Une concurrence accrue et une protection insuffisante de ses découvertes le conduisent à la faillite. En 1912, il quitte Paris pour Carpentras où il a retrouvé du travail. Il y met au point un papier photographique utilisé pour les relevés aériens dans l'aviation naissante.

## Biographie

### Enfance et jeunesse en Provence
Fils unique de Charles Seghers (1866-1932) et de Marthe Lebbe (1886-1977), Pierre Seghers naît rue Claude-Lorrain à Paris 16e, le 5 janvier 1906. Il a six ans lorsque ses parents s’installent à Carpentras. Le petit Parisien y découvre la vie au grand air dans « cette Haute-Provence de collines rousses, la plus douce terre de tous les pays, où j'ai appris à lire, à nager, à aimer ». Cette enfance sous le soleil de Provence le marquera profondément. « Au collège de Carpentras, Hugo, Racine (Bérénice surtout), Musset me furent des révélations, des feux d’artifice dans la nuit des études. Je devins bientôt le plus jeune assidu de la bibliothèque Inguimbertine. » Pendant ces années, il se lie d’une amitié durable avec le futur poète André de Richaud (1907-1968). Bachelier dès l'âge de 16 ans, il est néanmoins contraint de gagner sa vie. Il est d'abord brièvement « saute-ruisseau » (clerc de notaire débutant) chez un notaire de Carpentras. Il est ensuite surnuméraire dans l’administration du Cadastre, ce qui lui donnera l'occasion d'arpenter tout le Vaucluse pendant deux années.

### L’administration puis le commerce

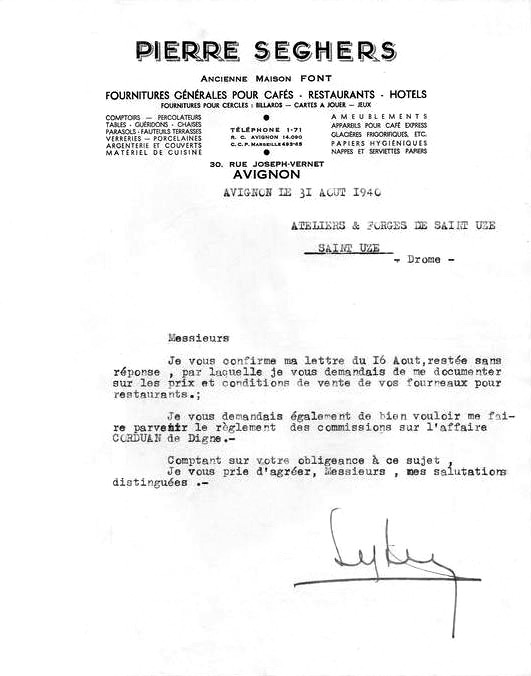
Lettre commerciale à en-tête de Pierre Seghers, 31 août 1940

En 1925, muté à Paris par son administration, le jeune Pierre Seghers âgé de 19 ans s’installe dans la capitale. Après une année à Clamart, il parvient à louer une petite chambre place Dauphine « coin de verdure enfoncé dans Paris, triangulaire, provinciale et silencieuse. (…) Innombrable Paris m’enthousiasmait, m’engloutissait. (…) La vie, la poésie, Paris m’apprenait tout. » Le jeune Seghers fréquente les marchands de livres rares et éditeurs de poésie des échoppes de la place Dauphine. Il fait ses premiers achats chez les bouquinistes des quais de Seine. Son service militaire l’envoie en Corse au 173e régiment d'infanterie et l’extrait de la vie de bureau et de « sa tristesse des contentieux, des pauvres réclamations triées et rejetées pour vice de forme ».
Son service militaire achevé, il quitte l’administration et retourne à Carpentras où il épouse en 1928 une amie de jeunesse, Anne Vernier. Il est embauché par un oncle de sa femme qui lui « enseigne tout des achats et des ventes, des voyageurs, des échéances et des affaires ». Rapidement, il se met à son compte et vend du matériel pour bars et hôtels.
Pendant dix années, de Clermont-Ferrand, à Nice, passant par Marmande et Briançon, il sillonne le Sud de la France pour développer son négoce : « une dizaine d’années passées de tabourets en tabourets, à courir d’hôtellerie en auberge, à prendre l’existence à bras-le-corps, dix années de bonheur fou à vivre comme un homme. » La vie de couple ne résiste pas à ces voyages incessants. Seghers demeurera toutefois toute sa vie lié à Anne Verdier par une affectueuse amitié.
Pendant toutes ses années de voyageur de commerce, il écrit « de mauvais poèmes dans les cafés, dans les salles d’attente, dans les trains ». Mallarmé, Laforgue, Whitman, Carco, Verlaine, P.-J. Toulet puis Rilke, accompagnent ses déplacements. « Dans les petites villes de province, le chemin de la poésie est un labyrinthe intérieur. Personne avec qui s’entretenir de ses secrets, l’aventure poétique commence comme un long soliloque. (…) J’étais double. Ma seule zone de calme, de réflexion, mon puits secret était la poésie. »
Vers 1930, Pierre Seghers reprend à Avignon le magasin Font au 30, rue Joseph-Vernet pour y faire commerce de "Fournitures Générales pour Cafés, Restaurants, Hôtels". Il y est encore en 1940. Il retrouvait Bernard Grasset au Mon Bar situé rue du Portail Matheron. Il s'y est sans doute assis en 1941 en compagnie d'Elsa Triolet et Louis Aragon.

### Louis Jou, son «patron»
Vers 1930, Pierre Seghers fait la connaissance aux Baux-de-Provence du typographe et graveur Louis Jou. Dans son atelier de la rue du Vieux-Colombier à Paris, Louis Jou fait découvrir au futur éditeur l’amour de la fabrication des beaux livres. « C’est chez Jou que j’ai respiré pour la première fois l’odeur de l’encre, que j’ai entendu sonner sous l’ongle les feuilles de papier, que j’ai pris dans les casses ces magiques petits blocs de plomb qui deviennent des livres. » Louis Jou lui fait notamment découvrir le grand poète et mathématicien persan Omar Khayyam. « Enfin Jou me révéla Omar Khayyam. Une nuit inoubliable où la poésie, la vie et Dieu ne faisaient qu'un. » En 1932, le père de Pierre Seghers, ruiné, solitaire et dépressif se suicide. Louis Jou deviendra alors pour Pierre Seghers plus qu'un maître en édition, un père spirituel.

### Bonne Espérance
Après Les Angles, Pierre Seghers s'installe à Villeneuve-lès-Avignon en 1934. Il s’est installé dans une tour du XIVe siècle, ancienne livrée du cardinal de Giffon, située dans la montée du fort Saint-André. En 1937, venant de franchir le cap des 30 ans, il rassemble ses poèmes en un recueil qu’il nomme Bonne Espérance. Faute de trouver un éditeur, il décide en 1938 de créer une maison d’édition, Les Éditions de la Tour, afin d’éditer ce recueil.

### La revuePoésie

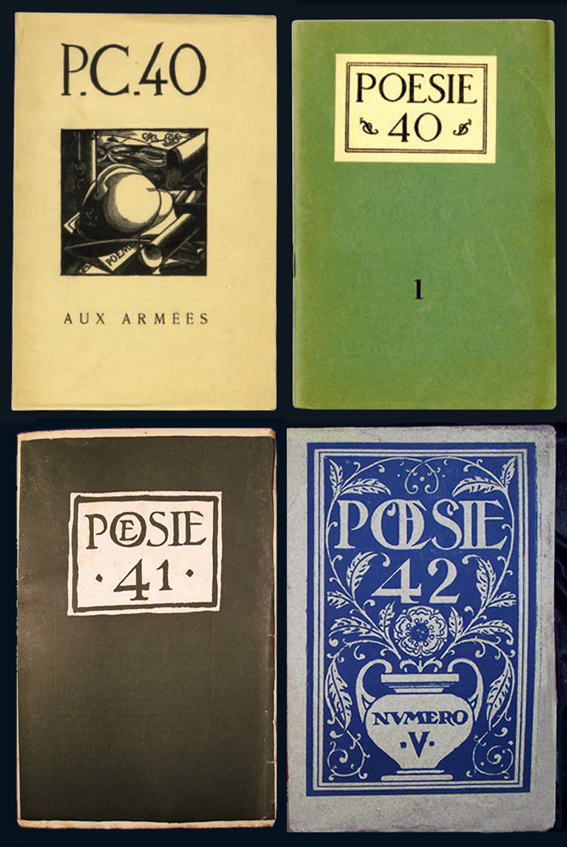
Exemples de couvertures de Poètes Casqués 40 et de Poésie 40

Soldat de 2e classe, il est mobilisé le 6 septembre 1939 à la caserne Vallongue à Nîmes. Il s'aperçoit qu'exactement 25 ans plus tôt, en septembre 1914, un autre poète était mobilisé dans cette même caserne : Guillaume Apollinaire. Marqué par ce clin d'œil du destin, « n'étant utile à rien, figurant sans emploi dans une mascarade, je décidai de me trouver à moi-même des buts. Ainsi naquit l'idée de fonder une revue de poètes-soldats ».
À Forcalquier, où sa section est détachée, il publie en novembre 1939 le premier numéro de Poètes Casqués ou P.C. 39. Imprimée à 300 exemplaires, elle se veut la revue des « poètes de la Résistance, ouverte à toutes les voix ». En colophon, une citation d'André Suarès : « Beau mensonge de l'art, si pourtant tu étais la seule vérité. » Seghers y engage toutes ses économies, « 450 francs, tout ce que j'avais alors. » Le succès est immédiat ; bulletins d'abonnement et de mandats-postaux affluent. Louis Aragon est l'un des premiers abonnés ; il adresse à Seghers en décembre 1939, pour le numéro suivant de la revue, le manuscrit d'un long poème inédit : Les Amants séparés. Le chroniqueur littéraire André Billy salue cette jeune revue dans Le Figaro. Plusieurs écrivains écrivent à Seghers ou s'abonnent pour l'encourager : Jean Paulhan, Max Jacob, Jules Romains, Armand Salacrou, Maurice Fombeure ou bien encore Gaston Gallimard. Chaque numéro de la revue rend hommage à une figure tutélaire qui fut liée à la Première Guerre mondiale : Péguy, Alain-Fournier, Apollinaire, Alan Seeger, etc.

« Pour comprendre ce qui se joue en France, autour de Pierre Seghers et des poètes qu’il publiera durant les années de guerre, il faut rappeler ce que furent les conditions d’écriture sous l’Occupation. Le papier est rationné, le plomb nécessaire à l’impression souffre parfois de pénurie, les imprimeurs sont placés sous surveillance, les publications soumises à la censure. Des centaines de livres d’auteurs juifs ou antinazis sont détruits. Pis encore, dès les premiers temps de l’Occupation, bien des éditeurs français pratiquent l’autocensure. Dans ce contexte délétère, Seghers fait preuve de pragmatisme et d’une énergie à toute épreuve. Il lance les appels à contribution, assure la correspondance, la lecture et le choix des textes, rédige des notes, vérifie que l’imprimeur pourra se procurer le papier nécessaire, se rend deux jours par mois à Lyon pour y corriger au marbre les épreuves et donner le bon à tirer, gère le suivi des commandes. »

« Abonnements, fichiers, adresses, enveloppes, expéditions, j'étais le maître Jacques de l’entreprise. » Au début de l’année 1940, Seghers en appelle à la mobilisation des poètes-soldats. Le ton de sa circulaire est solennel : « Union sacrée, lien fraternel. » Dans un article de Poésie 40 consacré à Pierre Seghers, le poète et critique littéraire belge André Fontainas souligne que la revue qui vient d’être fondée « aux Armées » est sans précédent dans l’histoire de la poésie française parce que les poètes, qui sont trop souvent « indifférents les uns aux autres » ou luttent entre eux, ont pour la première fois l’occasion historique de regarder ensemble dans la même direction. Seghers n’est pas de ceux qui divisent ; il n’est d’aucune chapelle, d’aucune école. Ce qu’il veut, c’est servir la Poésie.

### La Résistance

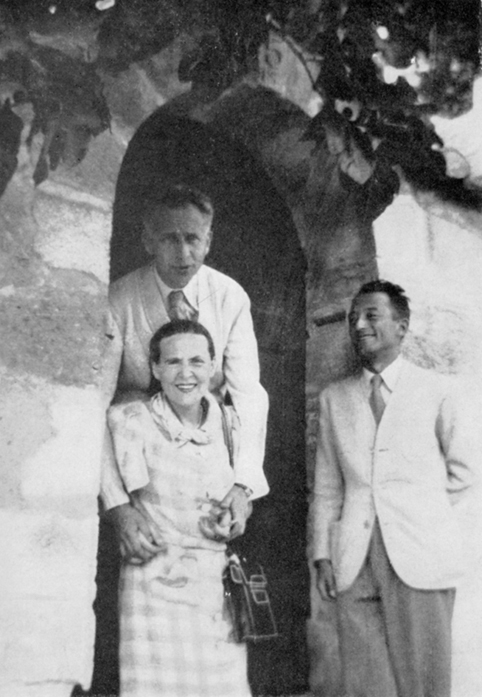
Pierre Seghers accueillant Louis Aragon et Elsa Triolet à Villeneuve-lès-Avignon en 1941.

Démobilisé en zone sud, Seghers retourne s’installer à Villeneuve-lès-Avignon. Il a entendu l’appel du général de Gaulle, mais décide de résister de l’intérieur avec les armes qui sont les siennes : développer la revue Poésie et s’en servir pour « rassembler tous ceux qui veulent maintenir l’espérance ». « Nous allions être obligés, avec la revue, de parler à mots couverts, d’utiliser les grilles des allusions, le feu sous la langue, d’utiliser une littérature de contrebande, de déjouer la censure, d’organiser et d’entretenir à notre échelon, une aventure qui allait singulièrement dépasser la poésie et la littérature. »
Il sent la nécessité de se rapprocher d’Aragon. « Avec lui, il me paraissait urgent de rétablir des liaisons, de tout reprendre dans un pays distendu, divisé, crevé comme un osier percé. » Dans La Rime en 1940, publié dans Poésie 40, Aragon, homme insurgé, surréaliste tapageur, romancier à l’écriture novatrice, déclare qu’il n’écrira plus que des poèmes d’amour. « Face à la langue de détention qu’impose l’occupant, les poètes inventeront une langue d’évasion », en recourant à la rime, aux formes fixes, aux ballades héritées du Moyen Âge. « Au mot de poésie, le censeur s’assoupit », écrira Seghers dans La Résistance et ses poètes. Plus d’une fois, durant les années de guerre, le poème d’amour aura déjoué les pièges de la censure. L’exemple le plus significatif est sans doute celui du poème Liberté écrit par Paul Éluard en juillet 1941.
Seghers applique les préceptes d’Aragon et élargit son projet éditorial. P.C. 39 cède la place à P.C. 40 qui devient, après l'Armistice de juin, Poésie 40, Poésie 41, etc. Il est d’ailleurs à noter que le mérite revient à Pierre Seghers d'avoir découvert puis publié un des derniers poèmes connus de l'écrivain franco-marocain Jean Venturini, peu de temps avant sa mort, Une pierre dans l'eau (inédit, absent de l'édition définitive d’Outlines) dans le premier numéro de Poésie 40. À partir de 1942, Poésie n’est plus seulement une revue, mais une collection, une marque éditoriale, qui publie tour à tour des recueils, des anthologies, ou des livres rédigés à plusieurs mains. Une Anthologie de la Poésie espagnole est ainsi publiée avec Poésie 41, Poésie 42 accueille les poèmes que Pierre Emmanuel rassemble sous le titre Combat avec tes défenseurs. Au printemps suivant, c’est une Anthologie de Poètes prisonniers qui paraît dans un cahier spécial de Poésie 43.
À la fin de l’été 1941, Aragon et Elsa Triolet séjournent chez Seghers à Villeneuve-lès-Avignon (voir photo). Aragon y achève Le Crève-Cœur et compose le recueil Les yeux d'Elsa que Seghers publie. Il publie aussi deux nouvelles que cette dernière vient de terminer : Mille regrets et Le Destin personnel. Le 23 octobre 1941, apprenant l'exécution des otages de Châteaubriant, Seghers rédige le poème Octobre qui sera publié à plusieurs reprises pendant la guerre, la première fois en 1942, sans nom d’auteur, dans la revue Traits que dirige à Lausanne François Lachenal, haut fonctionnaire suisse auprès du gouvernement de Vichy, qui joue un rôle décisif dans la résistance littéraire.
En septembre 1941, à l’initiative d'Emmanuel Mounier, de Pierre Schaeffer et de Roger Leenhardt, se retrouve aux Rencontres de Lourmarin une petite communauté de musiciens et de poètes venus de tous les horizons : Max-Pol Fouchet, qui arrive d’Alger, Armand Guibert de Tunis, Lanza del Vasto, Pierre Emmanuel, Georges-Emmanuel Clancier, Claude Roy, Jacques Baron, Alain Borne, etc. Seghers s'y lie notamment avec Loys Masson qui devient secrétaire de la revue Poésie jusqu'en 1943.
Pendant l'Occupation, l’habileté de Seghers consiste à avoir constamment deux fers au feu. Tandis qu’il poursuit ouvertement un travail d’éditeur, soumettant à la censure allemande les livres de poésie, des ouvrages plus subversifs paraissent avec un faux visa de censure. Par ailleurs, il confie ses poèmes à des revues clandestines et signe de pseudonymes. En 1943, plusieurs de ses poèmes (Octobre, Paris-Pentecôte, Le beau travail, Un prisonnier chantait) paraissent sous le nom de Louis Maste et de Paul Ruttgers aux Éditions de Minuit clandestines dans L’Honneur des poètes, anthologie qu'il élabore avec Paul Éluard et Jean Lescure. En 1944, la revue Europe publie Fidélité sous le nom de Robert Ruyters.
La littérature française se révèle d’une vitalité et d’une richesse inouïes durant les trois dernières années de guerre. Il revient à Pierre Seghers d’avoir fait souffler l’esprit de résistance sur toutes les voiles de la poésie. Sa force est d’avoir accordé une égale importance aux poètes connus et inconnus, aux anonymes et aux figures de proue de la littérature contemporaine.

### Éditeur

#### Activités d'édition
Seghers quitte Villeneuve-les-Avignon et s’installe à Paris dès la Libération en août 1944. Il installe à Montparnasse sa jeune maison d'édition, d'abord boulevard Raspail, puis rue de Vaugirard.
L’édition se présente d’abord pour Seghers comme le prolongement naturel de sa revue clandestine. Mais rapidement une innovation éditoriale va bouleverser la structure même de son entreprise : le lancement en mai 1944 de la collection Poètes d’aujourd’hui. Initiée par le volume consacré à Paul Éluard, la collection a pour vocation de rendre les poètes et la poésie accessibles au plus grand nombre. Un format inhabituel, presque carré (15,5 cm × 13,5 cm), en fait un livre de poche avant l’heure. Le principe adopté par Seghers dès le premier numéro est celui du diptyque. Chaque monographie comporte deux parties : une étude consacrée au poète, puis un choix de textes. La collection ira de Paul Éluard, le no 1, jusqu'au no 270, Jude Stefan, en 1994.
À la Libération, Pierre Seghers entreprend plusieurs voyages à travers l’Europe. À l’origine de ces voyages, une rencontre au Quai d’Orsay avec Marie-Jeanne Durry, elle-même poète et résistante. Le Quai d’Orsay souhaite faire sortir la France de l’isolement dans lequel elle s’est trouvée pendant la guerre, en missionnant à l’étranger des acteurs de la vie culturelle sous l’Occupation. Seghers va à Baden-Baden, Berlin, en Tchécoslovaquie, et en Hongrie. À son retour à Paris en 1946, « Seghers a compris qu’il s’est trompé. Sa récente adhésion au Parti communiste, donnée par solidarité avec ses compagnons de Résistance, est une erreur ». Sa rupture avec le Parti Communiste le séparera un temps de ses amis de Résistance restés fidèles au parti.
De ses voyages en Europe, puis en Égypte, au Liban et dans plusieurs colonies d'Afrique Noire, Seghers revient animé par la volonté d’ouvrir sa maison d'édition aux richesses insoupçonnées des poésies du monde. Deux collections aux formats homothétiques lui permettront de tisser la toile dont le lectorat de l’après-guerre a besoin : P.S. et Autour du monde.
Après la revue P.C. (Poètes Casqués), vient P.S., une collection de recueil aux initiales de son créateur. L’éditeur dont les moyens sont limités emploie une formule moins coûteuse : l’abonnement. Il s’agit de cahiers bimensuels, in-12, brochés, de faible pagination, dont le format (108 × 180 mm) préfigure là encore le livre de poche. La collection P.S. s’ouvre en 1948 sur un 32 pages, tiré à cent exemplaires, qui paraît aujourd’hui inattendu : Doc-Lap de Georges Danhiel, recueil consacré à la lutte de l’Indochine pour son indépendance. Avec la plaquette suivante, Seghers publie l’un des chefs-d’œuvre de la poésie d’Éluard, Corps mémorable, qu'il rééditera en 1957 avec des photographies de Lucien Clergue. Le troisième titre, Pays, met à l’honneur une jeune femme, Véronique Blaise, qui deviendra sa seconde épouse en 1951. Plus de cinq cents plaquettes seront publiées dans la collection P.S.. Seghers écrira que « la collection P.S. rassemble ceux qui sont déjà des poètes notoires et ceux qui peuvent le devenir. Elle n’est pas une collection commerciale, mais une chance donnée aux jeunes poètes. »
La collection « Autour du monde » a pour vocation d’explorer les terres inconnues de la poésie universelle. Cette collection de couleurs vives est aisément identifiable : un sablier en orne la première de couverture, tandis qu’une petite sirène, devenue l’emblème de la maison d'édition, rappelle que Seghers fut l’ami du fondateur des Éditions de La Sirène, Blaise Cendrars. Le premier titre est publié en 1952 : Pär Lagerkvist, suédois qui vient d'obtenir le prix Nobel de Littérature, Bertolt Brecht, Erick Lindegren, un autre suédois. L’Espagne, où le franquisme continue à étouffer la liberté, est très représentée : Miguel Hernandez, Miguel de Unamuno, Rafaël Alberti, Jorge Guillen, Blas de Otero, Juan Ramon Jimenez, Gabriel Celaya, José Herrera Petere, Antonio Machado, etc. Seghers fut le premier à éditer en France Fernando Pessoa L’Ode maritime portant le no 26 de la collection. Avec Autour du monde, Seghers publie les poèmes de Pablo Neruda, Yannis Ritsos, Anna Akhmatova, Salvatore Quasimodo, Vinícius de Moraes, Tennessee Williams, E. E. Cummings, Langston Hughes, et même de Mao Tsé Toung, ainsi les poèmes eskimos collectés par Paul-Émile Victor. On doit à cette collection le premier livre publié en français de Fernando Pessoa (« Ode maritime »), ou bien encore le seul livre disponible en France (« Platero et moi ») lorsque Juan Ramón Jiménez reçoit le prix Nobel en 1956.
Le succès des monographies de la collection Poètes d’aujourd’hui incite Seghers à créer d'autres collections au format identique. Poésie et chansons (voir ci-après), mais aussi Écrivains d’hier et d’aujourd’hui-où Dante voisine avec Dickens, Camoëns avec Coleridge, Schiller avec Shelley-, Philosophes de tous les temps -Bachelard, Bergson, Calvin, Descartes, Gramsci, Héraclite, Montaigne, Nietzsche, Platon, Spinoza…, Musiciens de tous les temps, Savants du monde entier, Théâtre de tous les temps, Destins politiques, et Cinéma d'aujourd'hui. Ces monographies s’adressent à tous ceux qui désirent connaître les protagonistes des problèmes scientifiques de leur temps, les grands auteurs dramatiques, les metteurs en scène, les théoriciens du théâtre, ou bien « ces hommes qui mènent le monde ». Comme la collection Poètes d’aujourd’hui, chaque volume, bien illustré, comprend une étude, biographique ou critique, et un large choix de textes.
La collection « Melior » offre par de vastes anthologies reliées le meilleur de la poésie universelle : La Poésie chinoise contemporaine, La Poésie bulgare, La Poésie hongroise, La Poésie brésilienne, La Poésie japonaise, des origines à nos jours, Poètes de l’Île Bourbon, La Poésie négro-américaine, etc. Il crée en outre une collection de vulgarisation des savoirs qui va rencontrer une large audience parmi les universitaires : Clefs pour : Clefs pour la linguistique, Clefs pour le zen, Clefs pour le structuralisme, Clefs pour la psychologie, etc. C'est à Luc Decaunes qu'il confia la direction de cette collection dans les années 1970.
C'est au service de la poésie qu'au cours des Trente Glorieuses le fondateur de la revue Poètes Casqués 39 se sera avant tout dépensé sans relâche.

#### La chanson, sœur de la poésie
« La chanson est, je crois, plus naturellement partagée. Elle est une activité de l’homme plus directement sensuelle, où la parole, le chant, le mouvement sont intimement liés. (…) Ni la cadette, ni l’aînée de la poésie, elle fait partie au même titre que la poésie, du trésor d’une langue. »

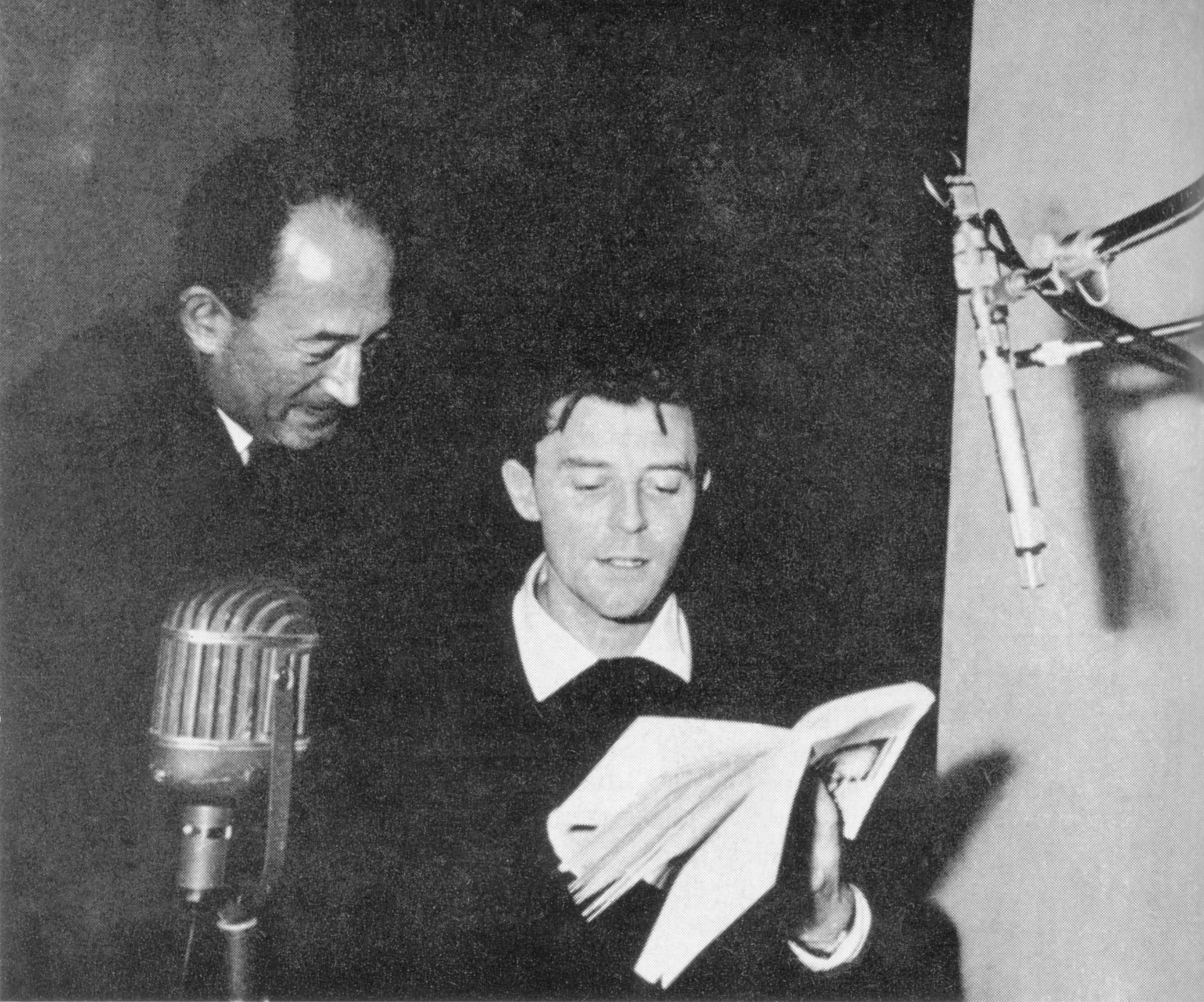
En 1955, avec Gérard Philipe enregistrant des poèmes de Paul Éluard pour un 33 tours publié chez Seghers.

Pour Seghers, poésie et chanson sont nourries par la même sève, animées par le même souffle. Au scandale parfois de ses contemporains, il fait entrer dès 1962 la chanson dans la collection Poètes d'aujourd'hui. Ainsi le no 93 est consacré à Léo Ferré, le no 99 à Georges Brassens, le no 119 à Jacques Brel, le no 121 à Charles Aznavour. Faisant fi de l'indignation de certains, il crée en 1966 une collection dédiée aux poètes-chanteurs : Poésie et chansons. Le Poètes d'aujourd'hui no 93 consacré à Léo Ferré devient le no 1 de cette nouvelle collection, le no 99 consacré à Georges Brassens devient le no 2, le no 119 consacré à Brel, le no 3, et ainsi de suite. La collection accueille Aznavour, Guy Béart, Anne Sylvestre, Barbara, Serge Gainsbourg, Mouloudji, Julien Clerc, et bien d’autres. Manifestant son estime pour les poètes-chanteurs, Seghers soutiendra publiquement en 1983 la candidature de Charles Trenet à l’Académie française.
Seghers est lui-même auteur de nombreuses chansons. Pour lui, la chanson n'est pas loin de la poésie des troubadours et de la fin'amor. Les titres de certaines de ses chansons en attestent : Les Gisants, Beauté, mon beau souci, Le Cœur félon, Les Amours légendaires, etc. À partir des années 1960, ses chansons sont interprétées par les grands noms de la chanson française. Par exemple, Merde à Vauban est mis en musique et interprété par Léo Ferré, et le Voyou et la voyelle est chanté par Juliette Gréco.
Seghers a aussi donné leur chance à de jeunes compositeurs interprètes comme :Ted Scotto pour les chansons suivantes : "La Nana d'Néné" et "L'étrange ritournelle.

#### Dialogue avec les peintres
La vie de Seghers est marquée par un dialogue permanent avec peintres, photographes et graveurs. Un de ses premiers ouvrages est consacré en 1944 à Jean Dubuffet.
Ses poèmes sont illustrés par les peintres Félix Labisse, Antoni Clavé, Jean Piaubert, Alekos Fassianos, oui encore Zao Wou Ki. Il écrit 2 recueils de poèmes illustrés de photographies de Fina Gomez. Il écrit de longs textes, marqués par le clair-obscur, sur des gravures de Piranèse, des dessins de Victor Hugo, et les tableaux de Monsu Desiderio. Il noue à Montparnasse de nombreuses amitiés avec par exemple Fernand Léger, Antoni Clavé, Mario Prassinos, Joe Downing ou Jean Lurçat.
Pour incarner ce dialogue entre peinture et poésie, Seghers va créer et diffuser des poèmes-objets. Le plus célèbre est celui qu'il commanda à Fernand Léger en 1952, à la mort de Paul Éluard, pour illustrer le poème Liberté.
S'éloignant de ses publications habituelles, il prend le risque de publier des ouvrages de photographies : en 1949 La Banlieue de Paris, photographies du jeune Robert Doisneau avec un texte de Blaise Cendrars, en 1954, Mont Athos photographies et texte de Jacques Lacarrière, ou en 1957, Corps mémorables d'Éluard illustré de photographies de Lucien Clergue.

### Après l'édition, servir autrement la poésie
En 1968, Seghers épouse Colette Peugniez (1928-2016) rencontrée une première fois en 1945, de 22 ans sa cadette, qui lui donnera une fille l'année suivante. Le monde de l'édition subit de profondes mutations ; la production des livres s'industrialise et les maisons d'édition perdent une à une leur indépendance. En 1969, Seghers vend sa maison d'édition et sa société de distribution L'Inter à son ami Robert Laffont que Louis Jou lui a présenté pendant la guerre. Libéré des responsabilités d'une maison d'édition et d'une société de distribution, Seghers peut ainsi se consacrer à ses propres travaux :
- en 1974 il publie un ouvrage détaillé, enrichi de sa propre expérience, sur les poètes et la poésie engagée de la Résistance : La Résistance et ses poètes.
- Le 21 juin 1975, il soutient une thèse de doctorat à l'université Paris-X intitulée "Action et création des poètes dans la société contemporaine" et obtient une mention très honorable[14].
- de 1973 à 1978, il se consacre à la traduction des trois grands poètes persans Omar Khayyam, Hafez et Saadi.
- en 1978, il rassemble son œuvre poétique personnelle dans le volume Le Temps des merveilles et est l'invité de Jacques Chancel pour un Grand Échiquier.
- à partir de 1979, il produit et anime des soirées poétiques (Galaxies Cendrars, Lorca, Prévert, Victor Hugo visionnaire, les poètes persans, etc.) à la Comédie des Champs-Élysées, au Théâtre du Châtelet et au Théâtre de la Ville, pour le Festival d'automne à Paris.
- en 1983, à la demande de Jacques Chirac, maire de Paris, il crée la Maison de la Poésie de la Ville de Paris.
- en 1984, il recrée sa revue Poésie 84, Poésie 85, etc. qu'il dirige jusqu'à sa mort.

Au cours de ces vingt années, Seghers ne cesse d'être le pèlerin de la poésie, et de parcourir la France et le monde pour faire entendre la voix des poètes.
Empli d'énergie jusqu'à ses 80 ans, atteint d'un cancer découvert trop tard, il meurt le 4 novembre 1987. Il est enterré au cimetière du Montparnasse, à quelques mètres du haut du boulevard Raspail où il s'était installé dès la Libération. À ses obsèques, des poèmes sont lus par ses amis Simone Valère et Jean Desailly. Son éloge est fait par son ami Pierre Daix et par Jacques Chirac, alors Premier ministre.

## Citations
- « Tout poète est un Magellan qui souhaite ouvrir aux autres comme à lui-même de vastes et d’étranges domaines, un aventurier qui fore en lui pour que jaillissent la beauté, la vérité, la vie, l’innombrable du monde », in Piranèse, Ides et Calendes, 1961
- « Comment ne pas penser […] que le poète est un voyant, qu'il est doué d'une extraordinaire prescience ? » (à propos du poète Jean Venturini, dont il a contribué à réhabiliter la mémoire), in Le Livre d’or de la poésie française, Marabout, 1968
- « Contre l'occupant, l'avilissement, la mort, la poésie n'est ni refuge, ni résignations, ni sauvegarde : elle crie », in La Résistance et ses poètes, Seghers, 1974
- « Si la poésie ne vous aide pas à vivre, faites autre chose. Je la tiens pour essentielle à l’homme, autant que les battements de son cœur », in Le Temps des merveilles, Seghers, 1978
- « Je ne considère pas le poème comme faisant partie de la littérature. Affaire de doctes et de poseurs-jurés, vaste domaine ou potager, la littérature et ses hommes de lettres ont pour principal souci d’arpenter et de jalonner, de mettre en pots et en charmilles des écrits qui n’en demandaient pas tant. […] Autre est la poésie. Elle ne se situe pas d’elle-même dans tel ou tel cul-de-sac des Dédales. Elle n’entre pas dans le labyrinthe avec l’ambition, la volonté de marquer son couloir. Un lien déraisonnable la lie aux mots, à la musique et aux parfums. Elle n’a pour ordre que celui de la vie. Un chant profond, un regard qui va, sans l’avoir voulu, au-delà de tous les points de fuite, un pouvoir singulier, celui de l’évidence, celui de l’existence » (extrait cité dans Poésie 88, « Hommage à Pierre Seghers »).

## Œuvres
Liste établie à partir du référentiel du Système universitaire de documentation.

### Poésie
- Bonne-Espérance, Éditions de la Tour, Villeneuve-lès-Avignon, 1938
- Pour les quatre saisons, revue Poésie 42, Villeneuve-lès-Avignon, 1942
- Octobre, revue Traits, Lausanne, 1942, puis L’Honneur des poètes, Éditions de Minuit, 1943
- Le Chien de pique, Ides et Calendes, Neuchâtel, 1943. Réédition en 2000.
- Le Domaine public, Poésie 45, 1945, et Parizeau, Montréal, 1945
- Le Futur antérieur, Éditions de Minuit, coll. L’Honneur des poètes, 1947
- Jeune fille, illustré par Félix Labisse, Éditions Seghers, 1947
- Menaces de mort, La Presse à bras, 1948
- Six Poèmes pour Véronique, Poésie 50, 1950
- Poèmes choisis, Éditions Seghers, 1952
- Le Cœur-Volant, Les Écrivains réunis, 1954
- Poèmes, Schwarz, Milan, 1956
- Racines, photographies de Fina Gomez, Intercontinentale du Livre, 1956
- Les Pierres, Intercontinentale du Livre, 1958
- Piranèse, Ides et Calendes, 1961
- Dialogue, Éditions Seghers, 1965
- Les Mots couverts, Éditeurs français réunis, 1970
- Dis-moi, ma vie, André de Rache, Bruxelles, 1972
- Au Seuil de l'oubli, 1976
- Le Mur du son, Sofia-Pesse, 1976
- Qui sommes-nous ?, Bizkupic, Zagreb, 1977
- Le Temps des merveilles, Éditions Seghers, 1978
- Commediante, poème illustré par Alekos Fassianos, Anke Keno, 1984
- Fortune, Infortune, Fort Une, Lyons International, 1981, puis Éditions Seghers, 1984
- Poèmes pour après, gravure d'Antoni Clavé, Pierre Fanlac éditeur, 1989
- Éclats, gravure de Zao Wou Ki, Fanlac, 1992
- Derniers écrits, Fanlac, 2002
- Comme une main qui se referme, Poèmes de la Résistance, Éditions Bruno Doucey, Paris, 2011

### Chansons
- Chansons et complaintes, tome I, Éditions Seghers, 1959
- Chansons et complaintes, tome II, Éditions Seghers, 1961
- Chansons et complaintes, tome III, Éditions Seghers, 1964
- Douze chansons, musique de Léonce Marquand, Éditions Seghers, 1964
- Pierre Seghers chanté par…, Poètes & chansons, 2006.

Ses chansons sont chantées par Léo Ferré, Jacques Douai, Juliette Gréco, Marc Ogeret, Hélène Martin, Catherine Sauvage, Monique Morelli, Roger Lahaye, Francesca Solleville, Béatrice Arnac, Simone Bartel, Les Trois Ménestrels, Jacques Doyen, Serge Kerval, Aimé Doniat, etc. Les chansons les plus connues sont :
- Merde à Vauban et Des filles, il en pleut… chantées par Léo Ferré
- Les Voyous, La Panthère, La vie s'évite chantées par Juliette Gréco
- Adios amigos chantée par Catherine Sauvage
- La Nana d'néné par Ted Scotto

### Prose
- Richaud-du-Comtat, Stols, La Haye, 1944[17], rééd. Esprit des Lieux, Saint-Léger-du-Ventoux, 2020
- L'Homme du commun, sur Jean Dubuffet, Poésie 44, 1944
- Considérations, ou Histoires sous la langue, Collection des 150, 1945
- Clavé, Poligrafa, Barcelone, 1971
- La Résistance et ses poètes, 1940-1945, Seghers, 1974, rééd. Marabout 1978, rééd. Seghers 2004, rééd. Seghers 2022 avec une préface de Pascal Ory
- Louis Jou, architecte du Livre et des Baux, Seghers, 1980
- Monsù Desiderio, monographie sur le peintre baroque, Robert Laffont, 1981
- Victor Hugo visionnaire, Robert Laffont, 1983

### Anthologies
- L'Art poétique, avec Jacques Charpier, Seghers
- L'Art de la peinture, avec Jacques Charpier, Seghers
- La France à livre ouvert, Éditions Guy Victor
- Le Livre d'or de la poésie française (3 volumes), Éditions Marabout, 1968
- Poètes maudits d'aujourd'hui, Seghers, 1972. Rééd. sous le titre Anthologie des poètes maudits, Pierre Belfond, 1985

### Traductions & adaptations
- Nicolas Vaptzarov, Poème choisis, adaptés du bulgare, Seghers, coll. Autour du monde, 1954
- Gyulia Illyès, Poèmes adaptés du hongrois, Seghers, coll. Autour du monde, 1955
- Dragomir Pétrov, Poèmes adaptés du bulgare, Seghers, coll. Autour du monde, 1969
- Lubomir Levtchev, Le Chevalier, la Mort, le Diable adaptés du bulgare, Seghers, coll. Autour du monde, 1975
- Saadi, Le Gulistan ou Le Jardin des roses, Seghers, 1977
- Hâfiz, Le Livre d'or du Divan, Seghers, traductions par Homayoun Fard Hossein et son épouse Jocelyne Homayoun Fard, 1978
- Omar Khayyâm, Les Rubâ'iyat, Seghers, 1979

### Théâtre
- Paris-la-poésie, Comédie des Champs-Élysées, 1979
- Paris Chœur du Monde, Comédie des Champs-Élysées, 1979
- Les Jeunes de l'An 200, Comédie des Champs-Élysées, 1979
- La Galaxie Cendrars, Théâtre de la Ville, 1981
- La Galaxie Federico Garcia Lorca, Théâtre de la Ville, 1981
- La Galaxie Prévert, Théâtre de la Ville, 1981
- La Galaxie Saint-John-Perse, Théâtre de la Ville, 1983
- La Galaxie Piranèse, Théâtre de la Ville, 1983
- Victor Hugo Visionnaire, Théâtre du Châtelet, 1983
- L'Âme russe, Théâtre du Châtelet, 1983
- Le Jardin des roses, Théâtre de la Ville, 1984

### Films
- Araya, 1959 réalisation Margot Benacerraf, scénario et texte Pierre Seghers, dit par Laurent Terzieff. Prix International de la Critique, Festival de Cannes 1959. Réédition DVD Films du Paradoxe, 2009
- Les Malheurs de la guerre, film sur les peintures de Félix Labisse, 1962
- Le Bonheur d’être aimée, sur les peintures de Félix Labisse, 1962
- Quand l’orage a passé, avec Jacques Charpier, film sur Louis Aragon, 1972.

## Honneurs et distinctions

### Distinctions
- 1942 : Grand prix de poésie de l'Académie française[18]
- 1944: Prix de l'association Au service de la Pensée française
- 1959 : prix Guillaume-Apollinaire[19] pour l'ensemble de son œuvre poétique
- 1960 : prix Paul-Cézanne
- 1971 : Grand Aigle d'or de la poésie
- 1976 : Prix Hristo Botev
- 1979 : Grand Prix de poésie de la Ville de Paris
- Docteur honoris causa de l'université de St Andrews en Écosse
- Membre de l'Académie Mallarmé

### Décorations
- Commandeur de la Légion d'honneur
- Commandeur de l'ordre des Arts et des Lettres
- Officier de l'ordre national de la Croix du Sud
- Officier de l'ordre de la Couronne

### Hommages

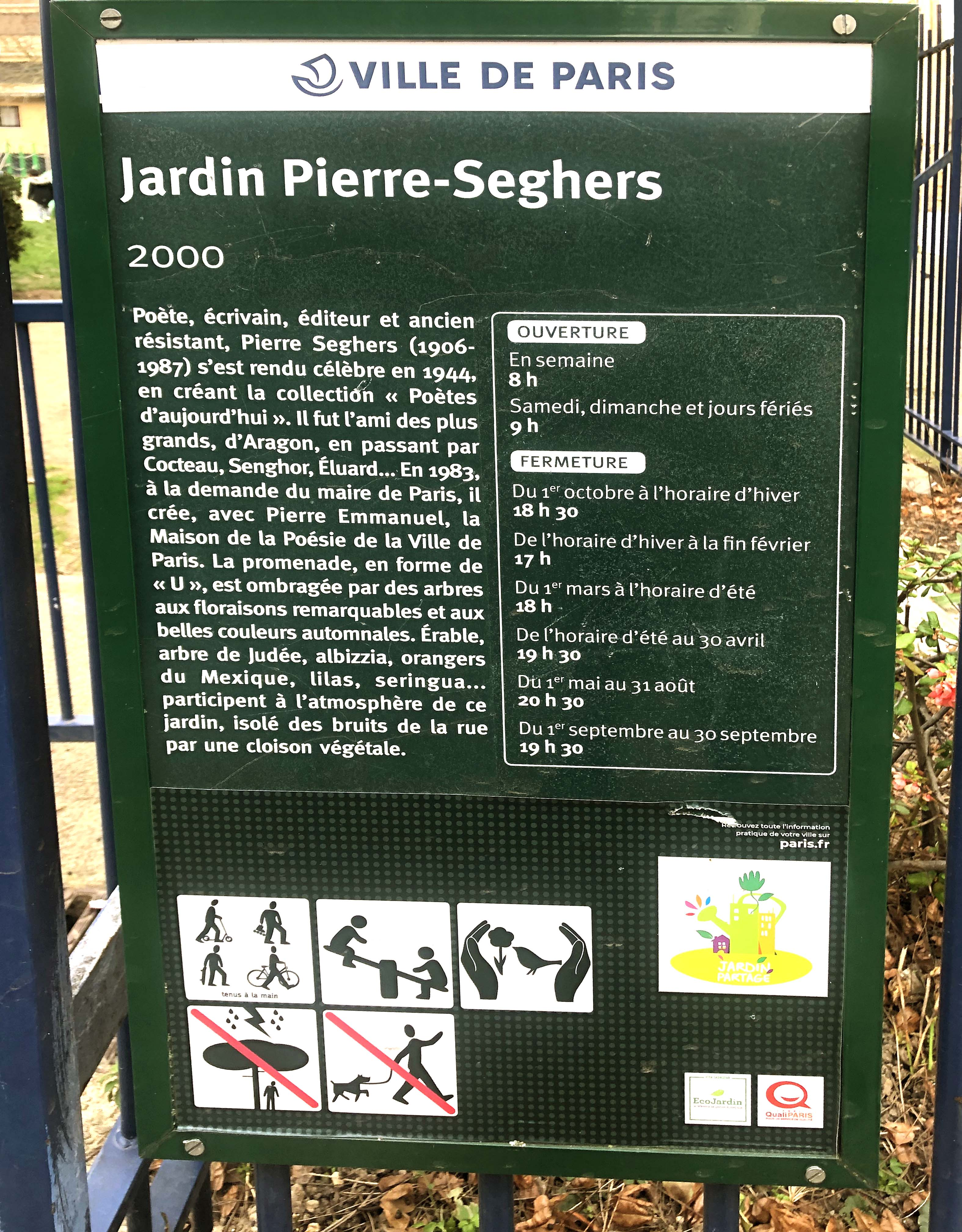
Jardin Pierre-Seghers, Paris.

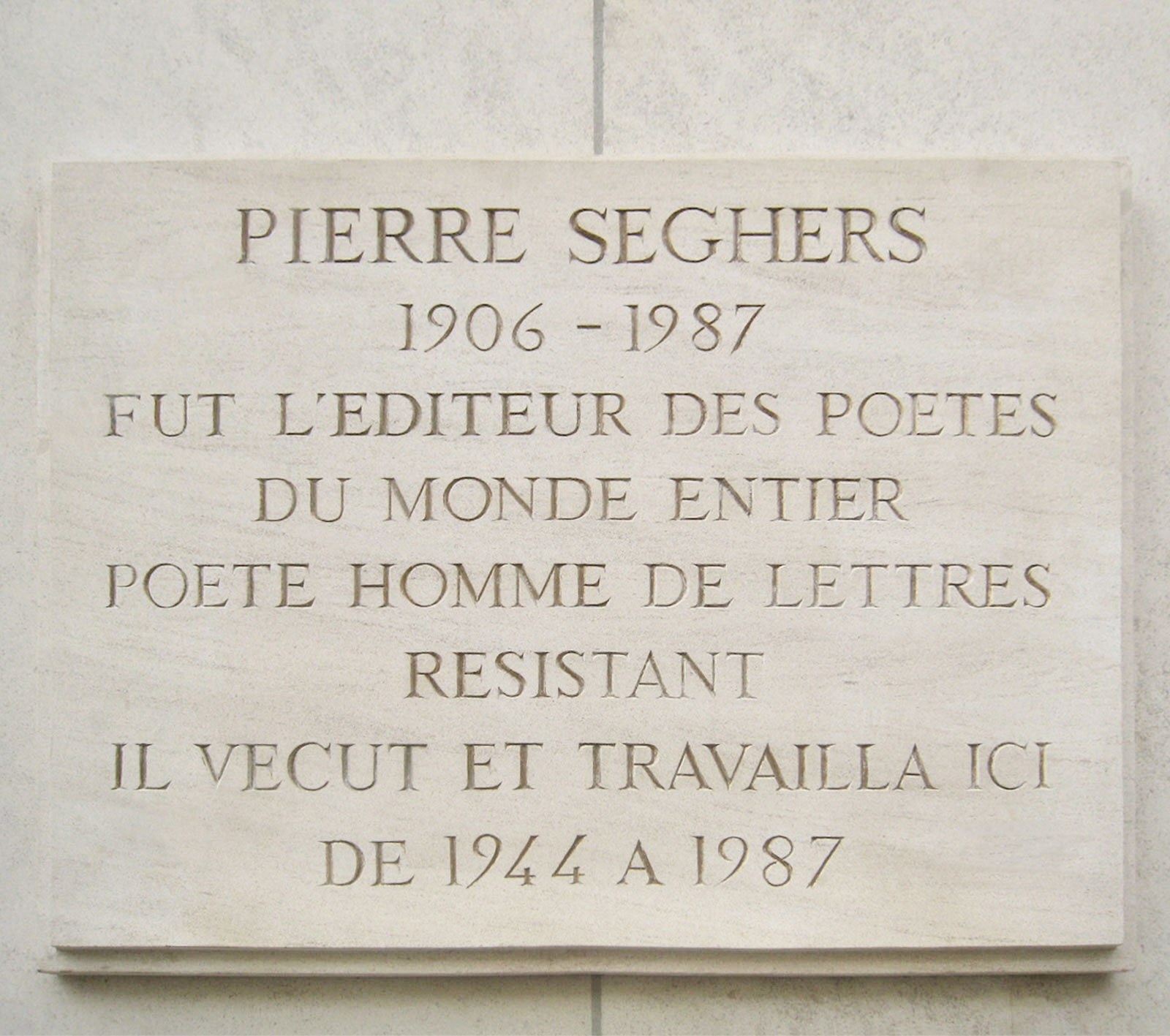
Plaque commémorative du 228, boulevard Raspail (Paris).

- jardin Pierre-Seghers à Paris (20e arrondissement)
- la grande salle de la Maison de la Poésie de la Ville de Paris
- plaque commémorative au 228, boulevard Raspail (14e arrondissement de Paris), où il vécut de 1944 à 1987.
- Médiathèque Pierre-Seghers à Igny (Essonne)
- Médiathèque Pierre-Seghers à Saint-Pierre-du-Perray (Essonne)
- avenue Pierre-Seghers à Avignon (Vaucluse)
- rue Pierre-Seghers à Villeneuve-lès-Avignon (Gard)
- rue Pierre-Seghers à Plaisir (Yvelines)
- rue Pierre-Seghers à Portes-lès-Valence (Drôme)
- rue Pierre-Seghers à Corbeil-Essonnes (Essonne)
- rue Pierre-Seghers à Domont (Val d'Oise)
- rue Pierre-Seghers à Ancenis (Loire-Atlantique)
- square Pierre-Seghers à Lens (Pas-de-Calais)
- impasse Pierre-Seghers à Carpentras (Vaucluse)
- allée Pierre-Seghers à La Roche-sur-Yon (Vendée)
- clos Pierre-Seghers à Guyancourt (Yvelines)

## Sources biographiques

### Ouvrages
- Pierre Seghers par Pierre Seghers. Collection Poètes d'aujourd'hui no 164, Seghers, 1967
- Pierre Seghers, un homme couvert de noms, Colette Seghers, Robert Laffont, 1981. Réédité par les Éditions Seghers en 2006
- Hommage à Pierre Seghers, la longue phrase d’une vie, revue Poésie 88, publiée avec le concours de la Maison de la Poésie de Paris, contributions de Marie-Claire Bancquart, Georges-Emmanuel Clancier, Pierre Dubrunquez, etc. sous la direction de Colette Seghers, no 21, janvier-février 1988
- Pierre Seghers, revue Faites entrer l’Infini, contributions de Colette Seghers, Jean-Marie Berthier, Claude Couffon, Bruno Doucey, et al., no 38, décembre 2004
- Catherine Bernié-Boissard, Michel Boissard et Serge Velay, Petit Dictionnaire des écrivains du Gard, Nîmes, Éditions Alcide, 2009, 255 p. (ISBN 978-2-917743-07-2, présentation en ligne), p. 224-225
- Pierre Seghers : poésie la vie entière, Bruno Doucey, catalogue publié par les Éditions Musée du Montparnasse, 2011

### Films
- Un homme fou fou de poésie, portrait de Pierre Seghers en 4 films de 52 min réalisés pour l'ORTF par Jean-Marie Drot en 1974

### Exposition
Une exposition intitulée « Pierre Seghers : poésie la vie entière » a eu lieu au Musée du Montparnasse, à Paris, du 7 juillet au 7 octobre 2011 et à Villeneuve-lès-Avignon du 1er décembre 2012 au 31 mars 2013. Cette exposition a été réalisée en grande partie grâce au fonds Pierre Seghers détenu par l'IMEC (Institut mémoires de l'édition contemporaine). L'exposition avait pour commissaire, Albert Dichy, directeur littéraire de l'IMEC, assisté de Virginie Seghers. Un catalogue sur la vie et l'œuvre de Pierre Seghers, rédigé par Bruno Doucey, ancien directeur des Éditions Seghers, a été publié à cette occasion.